# Pioneer P-31

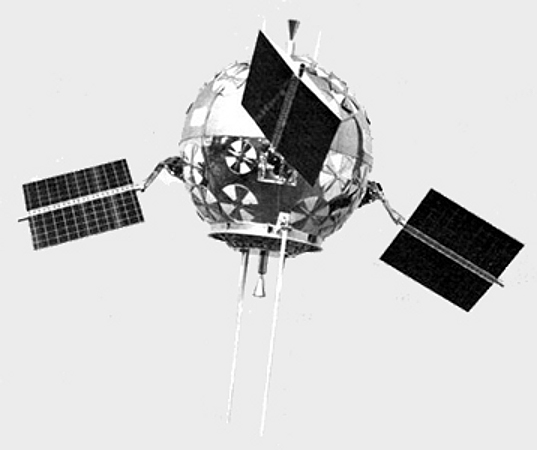
O Pioneer P-31.

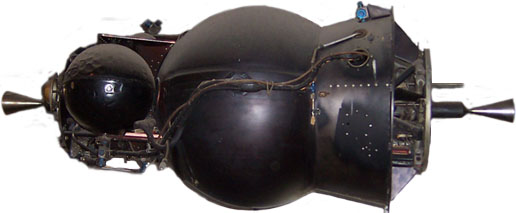
O Able IV, primeiro "motor espacial".

A Pioneer P-31, também conhecida como Atlas-Able 5B, ou ainda Pioneer Z, foi uma sonda espacial, em formato de esfera com um metro de diâmetro, 
estabilizada por rotação, de origem Norte americana.
Essa missão, era uma reedição da P-30, que havia falhado anteriormente. O mesmo tipo de sonda, era equipada com um módulo de propulsão,
que seria o primeiro sistema de propulsão autônomo enviado ao espaço pelos Estados Unidos. Seria capaz de ser acionado a uma longa distância no espaço
permitindo manobrar a sonda remotamente.
Foi lançada em 15 de Dezembro de 1960, a partir do Centro de lançamento de Cabo Canaveral, usando como lançador 
o foguete Atlas-Able.
A missão Pioneer P-31, não teve sucesso. O veículo lançador, explodiu 68 segundos após o lançamento. Investigações posteriores, confirmaram que
o segundo estágio entrou em funcionamento de forma intempestiva, fazendo explodir o combustível remanescente do primeiro estágio.